# 萊斯羅普 (密蘇里州)
萊斯羅普（英語：Lathrop）是位於美國密蘇里州克林頓縣的城市。

## 人口
根據2020年美國人口普查的數據，萊斯羅普的面積為10.86平方千米，皆為陸地。當地共有人口2271人，而人口密度為每平方千米209人。